# Estlink-2-Vorfall in der Ostsee 2024

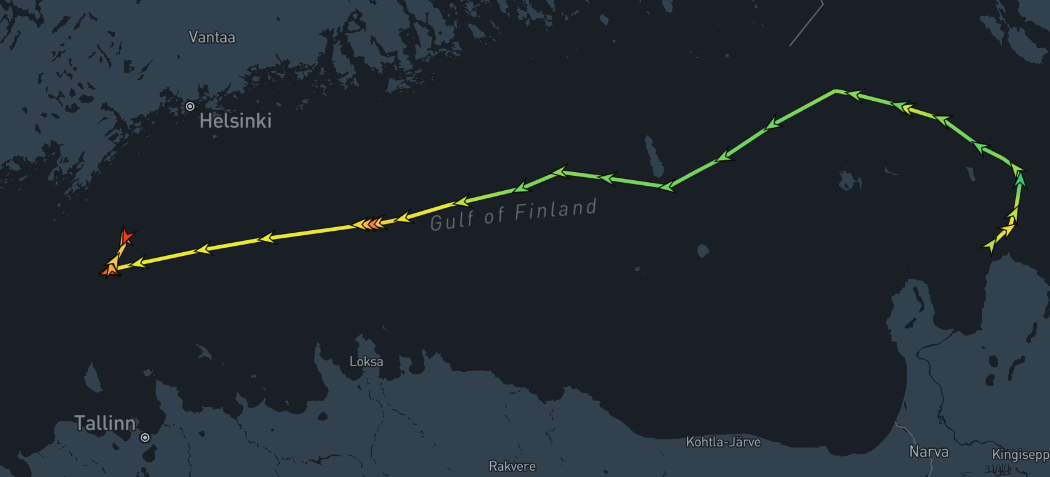
Route der Eagle S am Tag der Beschädigung

Der Estlink-2-Vorfall in der Ostsee 2024 geschah am 25. Dezember 2024 vor der Küste von Finnland, als die Betreiberorganisation Fingrid des Stromkabels Estlink 2, das Estland mit Finnland verbindet, den vollständigen Ausfall der Verbindung meldete. Der Tanker Eagle S überquerte zu dieser Zeit das Seekabel und wies laut MarineTraffic ein ungewöhnliches Fahrverhalten auf. Die finnische Küstenwache reagierte schnell, stoppte den Tanker noch in finnischen Küstengewässern und ging an Bord. Dort wurde das Fehlen eines Ankers festgestellt. Finnland verdächtigte den Tanker, den die NATO zur russischen Schattenflotte zählt, der „schweren Sabotage“ und beschlagnahmte das Schiff. Der Tanker wurde anschließend in die Nähe des finnischen Hafens Sköldvik verlegt, um die Ermittlungen der finnischen Behörden zu erleichtern.

## Beschädigung von Seekabeln

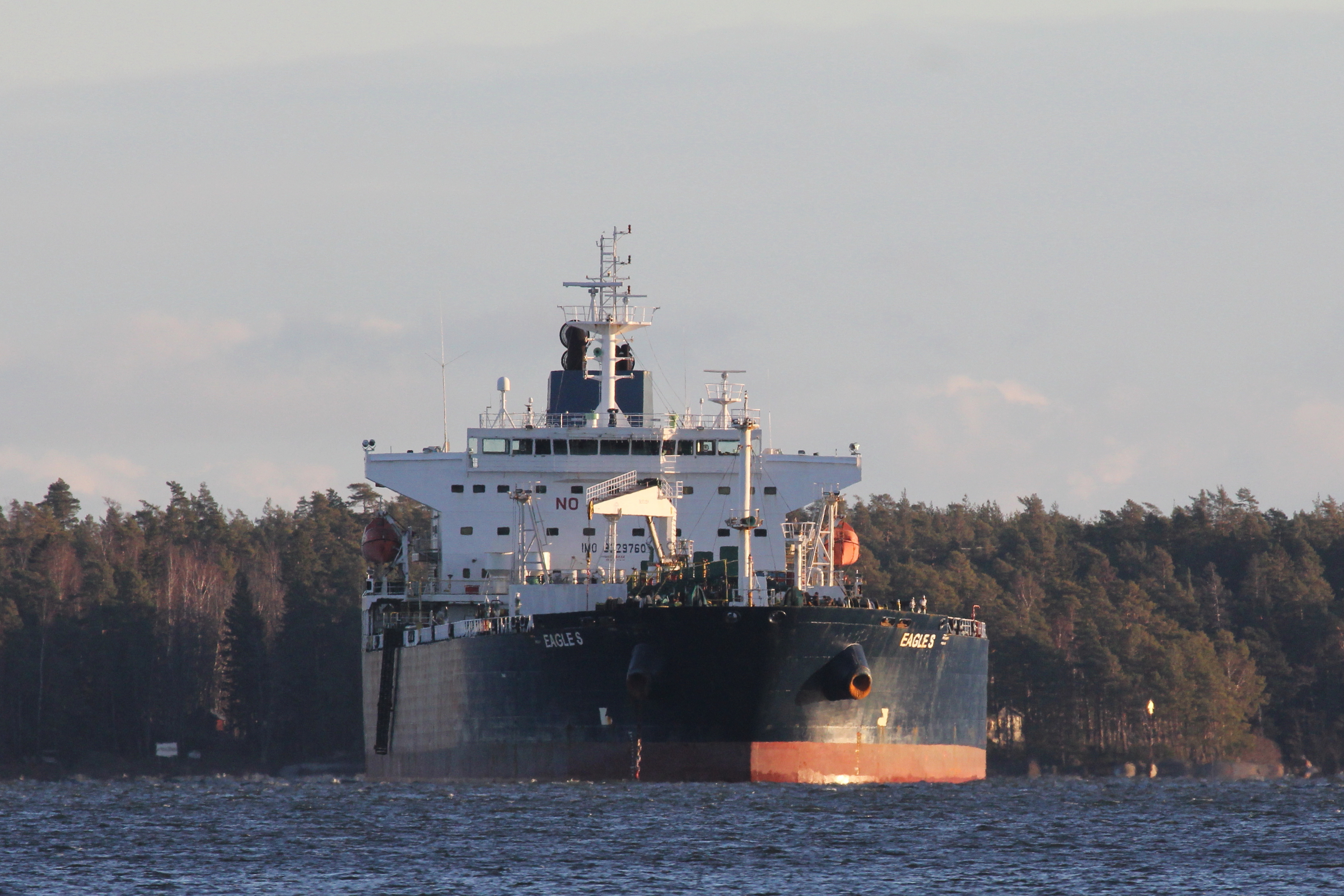
Die Eagle S am 31. Dezember 2024 in der Bucht Svartbäckfjärden vor der Insel Emäsalo. Der Backbordanker fehlt.

Am 25. Dezember verließ der Öltanker Eagle S den eisfreien russischen Ostseehafen in Ust-Luga um 3 Uhr und 45 Minuten am Morgen mit Zielhafen Port Said in Ägypten. Am selben Tag überquerte der Tanker das Unterseekabel Estlink 2 im Finnischen Meerbusen. Um 12:26 Uhr Ortszeit registrierte das Unternehmen Fingrid einen Stromausfall auf dem Kabel, das unmittelbar vor der Unterbrechung 658 MW von Finnland nach Estland übertrug. GPS-Daten zeigen, dass das Schiff mitten auf der Ostsee plötzlich eine Schleife fuhr. Fingrid informierte die Behörden. Die Besatzung eines Patrouillenbootes des finnischen Grenzschutzes stellte fest, dass eine Ankerkette der Eagle S im Wasser hing, schöpfte Verdacht und forderte die Tankerbesatzung zum Einholen der Kette auf. Hierbei kam zum Vorschein, dass der Backbordanker fehlte. Bereits einen Monat vor der Beschädigung von Estlink 2 waren die Seekabel C-Lion1 und BCS East-West Interlink durchtrennt worden, siehe BCS-East-West-Interlink-Zwischenfall 2024. Auch schon ein Jahr vorher gab es einen Vorfall: Ein Datenkabel und eine Gaspipeline waren durch den chinesischen Frachter Newnew Polar Bear, der auf dem Weg von Kaliningrad nach Sankt Petersburg war, beschädigt worden. In der Nähe der beschädigten Pipeline wurde der abgerissene Anker des Frachters, der über den Meeresboden gezogen worden war, gefunden. Die Küstenwache brachte die Eagle S daraufhin auf und geleitete sie in finnische Küstengewässer.
Am Abend des 25. Dezember übergab der Grenzschutz die Angelegenheit an die finnische Polizei. Eine Spezialeinheit derselben gelangte am 26. Dezember kurz nach Mitternacht (Ortszeit) mit einem Hubschrauber auf das Schiff. Am 28. Dezember 2024 verlegte die finnische Polizei das Schiff – das laut Zoll 35.000 Tonnen bleifreies Benzin geladen hat – aus dem Finnischen Meerbusen in die Nähe von Svartbäck in der Bucht Svartbäckfjärden nahe dem Hafen Sköldvik, um der Polizeiabteilung im Innenministerium (finn. Keskusrikospoliisi, KRP) die weiteren Ermittlungen zu erleichtern.
Das Amtsgericht der finnischen Hauptstadt Helsinki entschied Anfang 2025, dass das Schiff weiter beschlagnahmt bleibt. Die Strafermittlungen betreffen Schwere Sabotage (Kap. 34/§3 finnisches Strafgesetzbuch).
Am Montag, dem 30. Dezember 2024 entdeckten die Ermittler nach eigenen Angaben eine dutzende Kilometer lange Schleifspur am Meeresboden. Hinzu kommen Beschädigungen an der Backbordseite des Rumpfes in Bugnähe des Tankers unterhalb der Wasserlinie, die laut finnischer Polizei durch die Ankerkette verursacht sind. Dies erhärtet die Vermutung, dass der Anker der Eagle S mit dem Ziel, die Unterwasser-Infrastruktur zu beschädigen, absichtlich über den Meeresgrund geschleift wurde und dabei abriss.
Bis zum 31. Dezember 2024 kam es zu keiner Verhaftung, aber acht Besatzungsmitglieder werden verdächtigt, Straftaten begangen zu haben, gegen sie wurde ein Ausreiseverbot verhängt. Die Besatzung zählt insgesamt 24 Personen aus Georgien und Indien, die entweder als Zeugen oder als Beschuldigte geführt werden. Die Ermittlungen werden von der finnischen Polizei geführt, es wurden unter anderem Kommunikations- und Aufzeichnungsgeräte des Schiffes beschlagnahmt. Zusätzlich führt die finnische Transportbehörde Traficom eigene Ermittlungen zum Tanker Eagle S durch. Wie Traficom-Chefin Sanna Sonninen am 1. Januar 2025 bekanntgab, war unter anderem eine Hafenstaatkontrolle geplant.
Der finnische Sender YLE meldete am 7. Januar 2025, dass der abgerissene Anker der Eagle S unterhalb der vom Tanker zurückgelegten Route und am westlichen Ende der auf dem Meeresboden entdeckten Schleifspur in etwa 80 m Wassertiefe gefunden wurde. Zuvor war er etwa 100 km weit über den Meeresboden gezogen worden. Der 11 Tonnen schwere Anker lag in der Nähe jener Stelle, an der die finnische Grenzwache die Besatzung der Eagle S am 25. Dezember 2024 zum Lichten des Ankers aufforderte. Er wurde mit Hilfe des Spezialschiffes „HMS Belos“ der schwedischen Marine geborgen und beschlagnahmt; er soll forensisch untersucht werden.
Neben dem Ausfall der Stromverbindung EstLink 2 wurden Weihnachten auch Störungen mehrerer Kommunikationskabel in der Ostsee bekannt. Drei davon verlaufen einem Bericht des finnischen Rundfunksenders Yle zufolge zwischen Finnland und Estland. Das Seekabel C-Lion1 verläuft zwischen Finnland und Deutschland. Dieses Kabel war bereits zuvor beim so genannten CS-East-West-Interlink-Zwischenfall – mutmaßlich durch den Frachter Yi Peng 3 – an anderer Stelle durchtrennt worden. Der Betreiber Cinia meldete am 6. Januar 2025 die vollständige Reparatur des Kabels und stellte Schadensersatzansprüche gegenüber dem Eigner des der Sabotage verdächtigem Schiffs Eagle S. Am 7. Januar 2025 meldete der Sicherheitsbeauftragte des Betreiberunternehmens Elisa, dass auch die beiden zwischen Finnland und Estland verlaufende Telekommunikationskabel repariert worden seien.
Am 2. März 2025 wurde bekannt, dass die finnischen Behörden die Eagle S nun wieder freigegeben haben. Die technischen Untersuchungen an dem Schiff seien abgeschlossen, teilte die finnische Polizei mit. Von den acht Besatzungsmitgliedern dürfen fünf aus Finnland ausreisen, drei müssen in Finnland bleiben. Mitte Juni 2025 wurde die Reparatur von Estlink 2 abgeschlossen; die Verbindung war wieder voll funktionsfähig.
Im August 2025 gab die finnische Staatsanwaltschaft bekannt, dass sie gegen den Kapitän sowie gegen den Ersten und Zweiten Offizier des Tankers Anklage wegen schwerer Sachbeschädigung und schwerer Störung der Kommunikation erhob. In der Erklärung hieß es, dass die Besatzung der Eagle S im Verdacht stehe, fünf Unterseekabel im Finnischen Meerbusen durchtrennt zu haben, indem sie den Anker des Schiffes „etwa 90 Kilometer weit auf dem Meeresgrund geschleift hat“. Der Schaden betrage etwa 60 Millionen Euro.

## Reaktionen
Die Europäische Union geht davon aus, dass die Eagle S Teil von Russlands Schattenflotte ist, mit der Russland den 2022 von westlichen Ländern nach dem Beginn des Angriffskriegs gegen die Ukraine beschlossenen Ölpreisdeckel umgeht. Die EU-Kommission kündigte als Reaktion am 26. Dezember 2024 die Verhängung von Sanktionen gegen Russlands Schattenflotte an. Man werde „weitere Maßnahmen, einschließlich Sanktionen, vorschlagen, die sich gegen diese Flotte richten“. Das verdächtige Schiff sei „Teil der russischen Schattenflotte, die die Sicherheit und die Umwelt bedroht und gleichzeitig Russlands Kriegshaushalt finanziert“. Sie lobte „die finnischen Behörden für ihr schnelles Handeln bei der Aufbringung des verdächtigen Schiffes“ und verurteilte „jede vorsätzliche Zerstörung der kritischen Infrastruktur Europas“. Laut Fingrid dauert die Reparatur der 170 Kilometer langen Verbindungsleitung „Estlink 2“ voraussichtlich zwei Monate. Der Ausfall der Leitung, die maximal 650 MW übertragen kann, könne im Winter zu einer angespannten Stromversorgungslage führen.
Estlands Verteidigungsminister Hanno Pevkur kündigte an, Patrouillenschiffe in die Nähe der verbliebenen Verbindung EstLink 1 zu entsenden, um diese zu schützen. Laut dem ehemaligen litauischen Energieminister Žygimantas Vaičiūnas wurden aufgrund des Vorfalls Elitepolizisten zur Sicherung der Stromverbindung zu Polen eingesetzt und es wurde die Überwachung der NordBalt-Stromverbindung mit Schweden verstärkt. Diese Maßnahmen sollten die am 8. Februar bevorstehende Abkopplung vom russischen IPS/UPS-Verbundsystem hin zur Synchronisation mit dem Europäischen Verbundsystem absichern. Die NATO kündigte eine höhere Militärpräsenz in der Ostsee an. Die multinationale Eingreiftruppe Joint Expeditionary Force (JEF) kündigte am 6. Januar 2025 eine verstärkte Überwachung der kritischen Infrastruktur in der Ostsee an.
Der Kreml äußerte sich nicht hierzu. „Ich kann nichts mit Sicherheit sagen, es ist eine Frage mit sehr kleinem Profil, die kaum das Vorrecht der Präsidialverwaltung ist“, sagte Kreml-Sprecher Dmitri Peskow, als er von einem Reuters-Journalisten gebeten wurde, das Vorgehen der finnischen Behörden zu kommentieren.
Der Sicherheitsexperte Moritz Brake äußerte gegenüber der Tagesschau, wie zuletzt beim Sabotage-Fall vor Finnland müsse man „sofort reagieren, wenn Verdachtsmomente sich verhärten und dann auch weitere Schäden stoppen. Denn das Schiff wurde auf dem Weg mit schleifendem Anker in Richtung weiterer wichtiger Kabel und Stromverbindungen gestoppt.“